# Maki F101C
Chronologie des modèles (1975)
Maki F101 Maki F102A
La Maki F101C est une monoplace de Formule 1 dessinée par Masao Ono et Kenji Mimura pour Maki Engineering Racing Team afin de courir le Championnat du monde de Formule 1 1975.

## Caractéristiques techniques
Le châssis F101C n'est autre que celui de la Maki F101 réparé après l'accident de Howden Ganley lors des qualifications du Grand Prix automobile d'Allemagne 1974, allégé de quelques kilogrammes et dont la partie avant est revue sur le plan aérodynamique. Il s'agit donc toujours d'une kit-car, un châssis monocoque en aluminium mu par un moteur V8 Ford-Cosworth DFV.

## Historique
Initialement confiée au pilote australien David Walker, la voiture n'est pas disponible pour les épreuves de Belgique et de Suède ; Walker n'en prend finalement jamais le volant en course,. 
La Maki fait son apparition officielle aux Pays-Bas, à Zandvoort, aux mains du Japonais Hiroshi Fushida. Ce Grand Prix doit permettre à la Maki de faire ses débuts en course puisqu'il n'y a que 25 engagés, autant que de places disponibles sur la grille de départ. La Maki F101C casse son moteur Ford-Cosworth lors des essais libres et, faute de pièces de rechange, ne peut pas participer à l'épreuve. 
Maki ne s'inscrit pas au Grand Prix de France et revient pour tenter de se qualifier à Silverstone. Fushida réalise le vingt-huitième et dernier temps des qualifications, à six secondes de la pole position de Tom Pryce et n'obtient pas le droit de prendre le départ. 
Pour l'épreuve suivante, en Allemagne, Tony Trimmer, champion britannique de Formule 3 en 1970 est promu titulaire. En tournant en 7 minutes et 43 secondes sur le grand Nürburgring, à 44 secondes de la pole position de Niki Lauda, il ne parvient pas non plus à se qualifier (il obtient le vingt-sixième temps pour 25 positions sur la grille). Trimmer échoue à nouveau en qualifications lors des épreuves autrichienne et italienne à la suite desquelles Maki se retire du championnat du monde, n'effectuant pas le déplacement aux États-Unis où se déroule le dernier Grand Prix de la saison,.

## Résultats en championnat du monde de Formule 1
| Saison | Écurie           | Moteur               | Pneumatiques | Pilotes         | Courses | Courses | Courses | Courses | Courses | Courses | Courses | Courses | Courses | Courses | Courses | Courses | Courses | Courses | Points inscrits | Classement |
| Saison | Écurie           | Moteur               | Pneumatiques | Pilotes         | 1       | 2       | 3       | 4       | 5       | 6       | 7       | 8       | 9       | 10      | 11      | 12      | 13      | 14      | Points inscrits | Classement |
| ------ | ---------------- | -------------------- | ------------ | --------------- | ------- | ------- | ------- | ------- | ------- | ------- | ------- | ------- | ------- | ------- | ------- | ------- | ------- | ------- | --------------- | ---------- |
| 1975   | Maki Engineering | Ford-Cosworth DFV V8 | Goodyear     |                 | ARG     | BRÉ     | AFS     | ESP     | MON     | BEL     | SUÈ     | P-B     | FRA     | GBR     | ALL     | AUT     | ITA     | USA     | 0               | Non classé |
| 1975   | Maki Engineering | Ford-Cosworth DFV V8 | Goodyear     | Dave Walker     |         |         |         |         |         | Forf    | Forf    |         |         |         |         |         |         |         | 0               | Non classé |
| 1975   | Maki Engineering | Ford-Cosworth DFV V8 | Goodyear     | Hiroshi Fushida |         |         |         |         |         |         |         | Np      |         | Nq      |         |         |         |         | 0               | Non classé |
| 1975   | Maki Engineering | Ford-Cosworth DFV V8 | Goodyear     | Tony Trimmer    |         |         |         |         |         |         |         |         |         |         | Nq      | Nq      | Nq      |         | 0               | Non classé |